# 易会満
易 会満（えき かいまん、1964年12月19日 - ）は、中華人民共和国の銀行家である。
中国証券監督管理委員会主席兼党委員会書記を務める。また、元中国工商銀行会長、頭取である。

## 生涯
浙江省蒼南県出身である。杭州電子工業学院で統計学を專攻し、1984年に卒業した。その後、北京大学光華管理学院で経営学修士号を、南京大学で経営学の博士号を取得した。
1984年に中国人民銀行に入行した。1985年に中国工商銀行(ICBC)に移り、1998年に浙江省支店副支店長、2000年に江蘇省支店長、2005年に北京市支店長を歴任した。2008年5月に副社長に就任し、2013年5月、楊凱生の後任として頭取に就任した。2016年5月、姜建清の後任としてICBCの党委員会書記に就任した。2016年9月、ICBC会長に就任した。2017年10月、中国共産党第十九回全国代表大会において、中国共産党中央委員会補欠委員に選出された。2019年1月26日、ICBC会長を辞任し、国務院から中国証券監督管理委員会の党委員会書記兼主席に任命された。